# Frederik Willem van Brandenburg-Schwedt
Frederik Willem van Brandenburg-Schwedt (Dessau, 27 december 1700 - Wildenbruch, 4 maart 1771) was van 1711 tot aan zijn dood markgraaf van Brandenburg-Schwedt. Hij behoorde tot het huis Hohenzollern.

## Levensloop
Frederik Willem was de oudste zoon van markgraaf Filips Willem van Brandenburg-Schwedt uit diens huwelijk met Johanna Charlotte, dochter van vorst Johan George II van Anhalt-Dessau. In 1711 volgde hij op tienjarige leeftijd zijn vader op als markgraaf van Brandenburg-Schwedt. Na de dood van zijn vader werd hij opgevoed door zijn oom, koning Frederik I van Pruisen, en daarna door diens zoon Frederik Willem I.
Hetzelfde jaar al kwam hij aan het hoofd van een eigen regiment, het regiment Brandenburg-Schwedt te paard. Hij zou echter nooit op het slagveld staan. Van 1715 tot 1716 maakte Frederik Willem een grand tour naar Genève en Italië. In 1719 benoemde koning Frederik Willem I van Pruisen hem tot ridder in de Orde van de Zwarte Adelaar en op 15 juni 1723 werd hij gepromoveerd tot generaal-majoor in het Pruisische leger. In dezelfde periode werd hij tot hertog van Koerland verkozen, wat echter zonder gevolg bleef. Op 10 juli 1737 werd hij luitenant-generaal. Ook had hij een grote passie voor de jacht, de reden waarom keizer Karel VI hem benoemde tot aartsjachtmeester van het Heilige Roomse Rijk.
Hij zette zich eveneens erg in voor de verfraaiing van zijn landerijen. Frederik Willem liet het Slot van Schwedt verbouwen en verfraaien met standbeelden uit de klassieke oudheid en vernieuwde de slottuin. Ook diende de latere cavaleriegeneraal Friedrich Wilhelm von Seydlitz als page aan zijn hof.
Op 4 maart 1771 stierf Frederik Willem in het Slot van Wildenbruch, als gevolg van een zware verkoudheid die hij had opgelopen tijdens het vissen. Hij werd bijgezet in het latere Berlischky-paviljoen, de begraafplaats van de markgraven van Brandenburg-Schwedt. Aangezien hij geen wettige mannelijke nakomelingen had, volgde zijn jongere broer Frederik Hendrik hem op als markgraaf van Brandenburg-Schwedt.

## Huwelijk en nakomelingen
Op 10 november 1734 huwde hij met Sophia Dorothea van Pruisen (1719-1765), dochter van koning Frederik Willem I van Pruisen. Hun huwelijk was niet gelukkig en de echtelieden leefden meestal in aparte sloten. Toch kregen ze vijf kinderen:
- Frederika Dorothea Sophia (1736-1798), huwde in 1753 met hertog Frederik Eugenius van Württemberg
- Anna Elisabeth Louise (1738-1820), huwde in 1755 met haar oom, prins Ferdinand van Pruisen
- George Filips (1741-1742)
- Philippina (1745-1800), huwde eerst in 1773 met landgraaf Frederik II van Hessen-Kassel en daarna in 1794 met graaf George van Wintzingerode
- George Frederik Willem (1749-1751)

Ook had hij een buitenechtelijke zoon, Georg Wilhelm von Jägersfeld (1725-1797).